# ☉
Ne doit pas être confondu avec Cercle avec un point en son centre.
☉ (Unicode U+2609) est le symbole astronomique et astrologique pour représenter le soleil. Ainsi M☉ désigne la masse solaire.
C'est un cercle avec un point en son centre.
- Il est visuellement identique au symbole représentant un clic bilabial ʘ dans l'alphabet phonétique international, et à la lettre ⵙ en tifinagh.
- Il est proche du sinogramme ou du kanji 日 qui à la même signification (soleil) (en tenant compte du moyen d'écriture, le carré et le cercle sont équivalents).
- Le symbole est également utilisé en tant qu'opérateur logique pour désigner l'opération logique de coïncidence.
- Symbole de l'or en alchimie.